# Контрада Кантони (Месина)
Контрада Кантони је насеље у Италији у округу Месина, региону Сицилија.
Према процени из 2011. у насељу је живело 373 становника. Насеље се налази на надморској висини од 15 м.